# Klejnowo
Klejnowo (Duits: Klenau) is een plaats in het Poolse district  Braniewski, woiwodschap Ermland-Mazurië. De plaats maakt deel uit van de gemeente Braniewo en telt 119 inwoners.